# Deidade de vida, morte e ressurreição
Uma deidade de vida, morte e ressurreição é um tema religioso em que um deus ou deusa morre e ressuscita. "A morte ou a partida dos deuses" é o motivo A192 no Motif-index of folk-literature (Índice de Temas da Literatura Folclórica), de Stith Thompson, enquanto a "ressurreição dos deuses" é o motivo A193.

Exemplos de deuses que morrem e mais tarde retornam à vida são mais citados nas religiões do antigo Oriente Médio e nas tradições influenciadas por eles, incluindo as mitologias bíblica e greco-romana e, por extensão, o cristianismo. O conceito de um deus que morre e ressuscita foi proposto inicialmente na mitologia comparativa no trabalho de referência The Golden Bough, de James Frazer. Frazer associou o tema religioso com ritos de fertilidade que acontecem durante o ciclo anual da vegetação. Frazer citou os exemplos de Osíris, Tamuz, Adônis, Átis, Dionísio e Jesus Cristo.
A interpretação de Frazer foi discutida de forma crítica no meio erudito do século XX, à conclusão de que muitos exemplos das mitologias ao redor do mundo como em "morrer e renascer" só devem ser considerados como "morrendo", e não "ressuscitando", e que o verdadeiro deus de vida, morte e ressurreição é característico das mitologias do antigo Oriente Médio e das religiões de mistério, derivadas da Antiguidade tardia.